# Melanagromyza baiyerensis
Melanagromyza baiyerensis är en tvåvingeart som beskrevs av Spencer 1977. Melanagromyza baiyerensis ingår i släktet Melanagromyza och familjen minerarflugor. Inga underarter finns listade i Catalogue of Life.